# Додолев, Юрий Алексеевич
Ю́рий Алексе́евич До́долев (17 июля 1926, Москва, СССР — 30 декабря 1995, там же, Россия) — советский писатель, сценарист, журналист и собственный корреспондент.
Отец журналиста и медиаменеджера Евгения Додолева.

## Биография
Юрий Алексеевич Додолев родился 17 июля 1926 года в Москве. До войны работал учеником строгальщика на ГПЗ-2.
Участник Великой Отечественной войны (с ноября 1943 года). На фронт ушёл добровольцем, зачислен красноармейцем 25-го запасного радиополка особого назначения. С июня 1944 года — рядовой ударного батальона на Карельском фронте. Тяжело ранен в бою при форсировании Свири. После излечения — рядовой бригады 8-й воздушно-десантной дивизии 3-го Украинского фронта, участвовал в Балатонской операции. Затем рядовой 975-го стрелкового полка 270-й Демидовской Краснознамённой дивизии, участник Прибалтийской операции, блокирования немцев в Курляндском котле. Инвалид Отечественной войны.
Окончил МГПИ (1952). Дебютировал в печати в 1967 году.
Работал собкором газеты «Комсомольская правда» в Донбассе и Караганде. Работая в газете, в конце шестидесятых, «напечатал свою первую повесть», которая была сразу замечена критикой.
Руслан Киреев упоминал друга и коллегу как «человека чрезвычайно информированного». Виктор Андриянов в своей книге «Косыгин» (ЖЗЛ) утверждал, что Додолев предсказывал крах СССР ещё в конце 1970-х годов.
Умер в Москве, похоронен на Рогожском старообрядческом кладбище.

## Награды
- Орден Красной Звезды
- Орден Трудового Красного Знамени
- Орден Отечественной войны II степени
- две медали «За отвагу»
- Медаль «За победу над Германией в Великой Отечественной войне 1941—1945 гг.»
- Юбилейная медаль «Двадцать лет Победы в Великой Отечественной войне 1941—1945 гг.»
- Юбилейная медаль «Тридцать лет Победы в Великой Отечественной войне 1941—1945 гг.»
- Юбилейная медаль «Сорок лет Победы в Великой Отечественной войне 1941—1945 гг.»
- Юбилейная медаль «50 лет Победы в Великой Отечественной войне 1941—1945 гг.»

## Произведения
Большинство произведений Юрия Додолева — повести и рассказы, действие которых происходит во время Великой Отечественной войны и в которых показан нравственный выбор молодого человека в наиболее драматичные моменты его жизни. О прозе Додолева писали.
В своих первых повестях Додолев изобразил жизнь своего дворика и обитателей окружавших его старых, деревянных домиков как до войны 1941—1945-го годов, так и сразу после её окончания. В творчестве его освещаются две темы: критика беспринципного приобретательства материальных благ, и любовь мужчины и женщины, в частности, глубокая, искренняя любовь, её сила, отличие этой её формы от
мимолетных увлечений. С этим же связаны темы постоянства в любви, силы или слабости характера людей.
Юрий Бондарев:
Книги Додолева не плелись покорно в хвосте признанного художественного образца, они прибавили к нашему познанию эпохи нечто новое
Игорь Воеводин:
Главное ощущение от прозы Юрия Додолева — чистота… Главная боль — не в мучительных сценах атак, всплывающих в памяти героев. Не в горечи чистых московских мальчиков, хлебнувших войны и пытающихся встроиться в мирную жизнь. Она в нас, эта боль
Юрий Гейко:
Два года определили всю его жизнь: «военный писатель». Они дали и смысл, и ценность его жизни — рассказать о том, что видел
Сергей Есин:
Он писал только то, что очень хорошо знал и очень хорошо прочувствовал
Руслан Киреев:
Драматизм большинства додолевских книг определяется не внешними коллизиями, а особенностями самого поколения, у которого была огненная закалка войны
Альберт Лиханов:
все его книги – это история чувств в обстоятельствах войны
Александр Проханов:
Был наивен как дитя, верил в сиюмитность, в красоту или в уродство этой сиюмитности
Андрей Яхонтов:
Секрет Додолева в только ему присущей теплой интонации, характерной для поколения открытых, замечательных людей, воспитанных в убеждении, что братство, равенство, честность действительно существуют

### Повести
- «Что было, то было» (1975, издательство «Молодая гвардия»), ISBN 5-235-00150-8, ISBN 978-5235001503
  - 2-е изд. (1988)
    - 3-е изд. (1990)
- «Что было, то было. На Шаболовке, в ту осень…» (1983, издательство «Советская Россия»). В книгу вошли повести «Что было, то было» и «На Шаболовке, в ту осень…». Обе повести объединяет общая тема духовного становления героя произведений — молодого москвича 1940-х годов. В предисловии Игорь Золотусский отметил: «Додолев — писатель идеальный и писатель несладкий, на этих двух состояниях, на перепадах их и держится его проза».
- «Просто жизнь» (1983, 1987 и 1989, издательство «Советский писатель»). Книга удостоена премии Союза писателей РСФСР[10].
  - 2-е изд. (1987)
    - 3-е изд. (1989)

### Сборники рассказов
- «Сразу после войны» (1981). В сборник вошли повести «Мои погоны» и «Верю», а также рассказы «Память», «Довесок», «Сразу после войны»[11].
- «Долгое, долгое эхо» (1982, издательство «Современник»)
- «Мои погоны» (1983, издательство «Советский писатель»)
- «Однополчане» (1985, издательство «Современник»)
- «В мае сорок пятого» (1986, издательство «Советский писатель»)
- «Биография: повести и рассказ» (1989) ISBN 5-270-00388-0[12].

### Посмертные издания
В 2014 году издательство «Олма медиа групп» выпустило в серии «Мы — эхо Великой войны» сборник повестей Юрия Додолева под названием «Что было, то было» (ISBN 978-5-373-06140-7), книгу «Сразу после войны» (ISBN 978-5-373-06769-0) и сборник «Долгое, долгое эхо»(ISBN 978-5-373-06209-1).
В рецензии, опубликованной в газете «Московская правда» особо отмечено, что «повестям предпослано подробное и выверенное предисловие Игоря Золотусского».

## Переводы
Книги Юрия Додолева переведены на иностранные языки и изданы в ряде социалистических стран. Среди них:
- «Was war, ist vorbei» (1976, издательство «Verlag Neues Leben»), ГДР[16]
  - 2-е изд. (1977, издательство «BuchClub 65»)
- «Ze dne na den» (1976, издательство «Svoboda»), Чехословакия ISBN 8020411909, ISBN 9788020411907[17]
- «Război» (1976, издательство «Editura de stat pentru literatură şi artă»), Румыния
- «Farkascsorda: kisregények» (1978, издательство «Európa»), Венгрия
- «Verim» (1980, издательство «Smena»), с предисловием Юрия Бондарева, Чехословакия[18]
- «Zo dňa na deň» (1983, издательство «Smena»), с предисловием Юрия Бондарева, Чехословакия
- «Jesień» (1983, издательство «Czytelnik»), Польша
- «Било, що било» (1983, издательство «Народна култура»), с предисловием Атанаса Свиленова, Болгария
- «Ősz» (1983, издательство «Újmagyar könyvkiadó»), Венгрия

## Семья
- Жена — Клавдия Васильевна Алейникова (1933 г.р.), преподаватель МАИ;
- Сын — Евгений Додолев (1957 г.р.), журналист;
- Брат — Михаил Додолев (29.07.1928—23.12.2001), учёный-историк (автор книг и монографий: «Народная партия и установление фашистского режима в Италии», «Россия и Испания 1808—1823 гг», «Антифашистская борьба в первые годы диктатуры Муссолини», «Россия и проблемы Германской конфедерации в первые годы существования Священного союза», «Венский конгресс в историографии XIX и XX веков» (ISBN 5-201-00536-5).